# Parallelia lageos
Parallelia lageos là một loài bướm đêm trong họ Erebidae.